# Beautiful Maria of My Soul
Beautiful Maria of my Soul (Bella María de mi alma) es el tema principal de la película de 1992 Los reyes del mambo (The Mambo Kings), compuesta por Arne Glimcher y Robert Kraft.
En el film, la canción tiene un gran protagonismo, siendo compuesta por el personaje que interpreta Antonio Banderas al gran amor que deja en Cuba, María Riveiro (Talisa Soto).
La versión en castellano (La bella maría de mi alma) es interpretada por Antonio Banderas mientras que en inglés lo es por Los Lobos. La película está basada en el libro Los reyes del mambo tocan canciones de amor, por la que Oscar Hijuelos se convirtió en el primer latino en ganar el premio Pulitzer. En la novela ya aparecía esta canción, si bien con un texto distinto al que finalmente aparece en la película.
La canción fue nominada al Óscar, que finalmente ganó "A Whole New World", de Aladdín. Pese a que Antonio Banderas ya había iniciado su carrera como músico, se negó a interpretar el tema en directo en la gala, pues no se sentía preparado como cantante para actuar delante de millones de espectadores. Por este motivo, se le ofreció la oportunidad de cantar el tema al tenor Plácido Domingo, quien se convirtió así en el primer español en actuar en una gala de los Óscar.
Posteriormente, Banderas triunfaría como actor musical, con éxitos como "Evita" y "Nine" y por fin actuó en la ceremonia con el tema "Al otro lado del río" de la película "Diarios de motocicleta", puesto que a su intérprete original, Jorge Drexler, no se lo permitieron por su escasa fama en EE. UU.
El dúo italiano Paola & Chiara incluyó una versión en su álbum "Festival" (2002)